# Сєчкін Віталій Васильович
Віта́лій Васи́льович Сє́чкін (* 1927, Харків — 1988, Кишинів) — радянський український композитор, піаніст, лауреат міжнародних конкурсів, педагог, професор, музично–громадський діяч. Заслужений артист УРСР (1960).

## Життєпис
Вищу освіту здобув, закінчивши з відзнакою Харківську консерваторію: у 1947 році — як піаніст (клас професора Н. Ландесман), а у 1950 році — як композитор (клас професора М. Тіца).
Талант і високий професійний рівень молодого випускника консерваторії дістав світове визнання — на ІІІ Міжнародному фестивалі молоді і студентів у Берліні (1951) він був удостоєний першої премії. Ця перемога відкрила для молодого піаніста широкий простір концертної діяльності. Але надзвичайно вимогливий до себе митець зробив ще один крок до удосконалення своєї майстерності, закінчивши аспірантуру Московської консерваторії у класі відомого піаніста Я.Зака.
Він отримував безліч запрошень до гастрольних поїздок і з незмінним успіхом виступав майже в усіх містах колишнього СРСР, а також за кордоном — у Польщі, Чехословаччині, Італії, Албанії, Франції тощо.
Репертуар його концертів, який відзначався надзвичайно широкою образною та стильовою різноманітністю, охоплював фортепіанну музику від XVIII до ХХ сторіччя. Саме на це звертала увагу вітчизняна та зарубіжна преса, підкреслюючи унікальність і самобутність піаніста Віталія Сєчкіна, оригінальність й глибину розкриття концепції творів, його неповторний артистизм, завжди високу натхненність і блискучу технічну віртуозність.
Як піаніст В. Сєчкін зробив великий внесок у розвиток української фортепіанної школи і піднесення її світового авторитету. Невипадково він був постійним членом журі міжнародних конкурсів. Віталій Васильович завжди приділяв велику увагу популяризації української фортепіанної музики, як минулого, так і творчості своїх сучасників. В.Сєчкін неодноразово вперше виконував твори українських композиторів як в Україні, так і за кордоном.
Ансамблеве виконавство також було улюбленою формою концертної діяльності піаніста. Незабутніми для слухачів залишилися виступи тріо у складі видатних українських музикантів — Вадима Червова (Віолончель), Олексія Горохова (Скрипка), Віталія Сєчкіна (Фортепіано). Декілька своїх творів Віталій Васильович присвятив своїм друзям.
Його музична обдарованість не обмежувалась лише виконавською діяльністю. Піаніст був автором багатьох оригінальних яскравих творів різних жанрів — від мініатюр до фортепіанного концерту.
Неоціненне значення його педагогічної діяльності — підготовки висококваліфікованих, професійно сформованих піаністів, кількість яких сягає більше 100. Серед його учнів багато лауреатів міжнародних конкурсів.
Як викладач–наставник В. Сєчкін багато уваги приділяв розробці авторської методики підготовки піаністів у вузі, яка увібрала найкращі прогресивні традиції вітчизняної та європейської фортепіанних шкіл. Він був ініціатором створення серії методичних посібників — збірників для навчання молодих піаністів на різних рівнях: від музичної школи до вузу.
Понад 30 років плідного творчого життя віддав В. Сєчкін Київській консерваторії, пройшовши шлях від педагога-початківця до завідувача кафедри, професора спеціального фортепіано (з 1971 року), а згодом — декана фортепіанного факультету (1972—1985 р.р.)
Три останні роки життя В. Сєчкін працював завідувачем кафедри спеціального фортепіано Молдовської консерваторії ім. Г. Музическу у Кишиневі, передаючи свій великий педагогічний досвід молодим музикантам Молдови.
Різностороння діяльність талановитого, широко відомого музиканта В. Сєчкіна — піаніста, композитора, педагога, музичного діяча сприяла значному збагаченню музичної культури України, зростанню її міжнародного авторитету, це вагомий внесок у розвиток української фортепіанної школи.

## Твори
Для хору з симфонічним оркестром «Урочистий хор» на слова Олександра Пушкіна, увертюра («Мій коханий краю») для симфонічного оркестру; концерт для фортепіано з оркестром (1962). Для струнного квартету «Анданте кантабіле». Для фортепіано: соната (1948), варіації, 2 етюди, 3 прелюдії, соната ч. 2 (1963), «Спогад» та ін. Для скрипки з фортепіано «Мелодія», «Каприз», «Поема», соната (1968). Для віолончелі з фортепіано «Колискова», три поеми, сюїта, «Естонські враження»; хори, солоспіви.